# Kanton Poitiers-4
Kanton Poitiers-4 is een kanton van het Franse departement Vienne. Kanton Poitiers-4 maakt deel uit van het arrondissement Poitiers.

## Gemeenten
Het kanton Poitiers-4 omvatte tot 2014 de volgende gemeenten:
- Poitiers (deels, hoofdplaats)
- Saint-Benoît

Na de herindeling van de kantons bij decreet van 26 februari 2014 met uitwerking op 22 maart 2015 omvat het kanton volgende gemeenten:
- Mignaloux-Beauvoir
- Poitiers (hoofdplaats) (zuidelijk deel)